# Sindaci di Ruvo di Puglia
Elenco dei sindaci di Ruvo di Puglia nel governo della città:

## Regno di Napoli (1302-1806)
|  |  |

| Periodo       | Periodo | Primo cittadino                 | Partito | Carica  | Note |
| ------------- | ------- | ------------------------------- | ------- | ------- | ---- |
| 1391          | ...     | Giovanni Battista Mandaturitiis | ...     | Sindaco |      |
| 1572          | ...     | Fabrizio de Mondello            | ...     | Sindaco |      |
| 1587          | ...     | Fabrizio de Mondello            | ...     | Sindaco |      |
| 1618          | ...     | Matteo Caputi                   | ...     | Sindaco |      |
| 1626          | ...     | Troiano Caputi                  | ...     | Sindaco |      |
| 1646          | ...     | Antonio Avitaja                 | ...     | Sindaco |      |
| 1683          | ...     | Francesco Antonio Caputi        | ...     | Sindaco |      |
| 1669          | ...     | Angelo Ciani                    | ...     | Sindaco |      |
| 1689          | ...     | Giovanni Donato Ciani           | ...     | Sindaco |      |
| 7 maggio 1799 | ...     | Vincenzo Affaitati              | ...     | Sindaco |      |

## Regno di Napoli (periodo napoleonico 1806-1815)
|  |  |

| Periodo | Periodo | Primo cittadino          | Partito | Carica  | Note |
| ------- | ------- | ------------------------ | ------- | ------- | ---- |
| ...     | 1809    | Nicolo Girasoli          |         | Sindaco |      |
| 1809    | ...     | Domenico Tambone Marchio |         | Sindaco |      |

## Regno delle Due Sicilie (1816-1861)
|  |  |

| Periodo | Periodo | Primo cittadino  | Partito | Carica  | Note |
| ------- | ------- | ---------------- | ------- | ------- | ---- |
| ...     | 1829    | Rocco Cantatore  |         | Sindaco |      |
| 1829    | ...     | Raffaele Cotugno |         | Sindaco |      |

## Regno d'Italia (1861-1946)
|  |  |

| Periodo           | Periodo           | Primo cittadino       | Partito                    | Carica            | Note  |
| ----------------- | ----------------- | --------------------- | -------------------------- | ----------------- | ----- |
| 1860              | ...               | Vincenzo Chieco       | Sinistra storica           | Sindaco           | [ 1 ] |
| ...               | ...               | Michele Fenicia       | ...                        | Sindaco           |       |
| ...               | ...               | Giovanni Jatta        | Destra storica             | Sindaco           |       |
| ...               | ...               | L. De Zio             | ...                        | Sindaco           |       |
| ...               | ...               | P. Palumbo            | ...                        | Sindaco           |       |
| ...               | ...               | Domenico Andrea Spada | ...                        | Sindaco           |       |
| 1870              | ...               | Paolo Cotugno         |                            | Sindaco           |       |
| ...               | ...               | Tommaso Ferrieri      |                            | Sindaco           |       |
| ...               | ...               | E. Jatta              |                            | Sindaco           |       |
| ...               | ...               | D. Palmulli           |                            | Sindaco           |       |
| ...               | ...               | G. Jatta              |                            | Sindaco           |       |
| ...               | ...               | Giuseppe Chieco       |                            | Sindaco           |       |
| 1892              | ...               | Domenico Cotugno      |                            | Sindaco           |       |
| ...               | ...               | P. Balducci           |                            | Sindaco           |       |
| ...               | ...               | Raffaele Cotugno      | Radicale                   | Sindaco           |       |
| ...               | ...               | Domenico Andrea Spada | Liberale                   | Sindaco           |       |
| ...               | ...               | Nicola Boccuzzi       |                            | Sindaco           |       |
| ...               | ...               | Federico De Venuto    |                            | Sindaco           |       |
| 1903              | ...               | Domenico Cotugno      |                            | Sindaco           |       |
| ...               | ...               | Domenico Andrea Spada | Liberale                   | Sindaco           |       |
| ...               | ...               | Vito Paolo Cotugno    |                            | Sindaco           |       |
| ...               | ...               | V. Caputi             |                            | Sindaco           |       |
| ...               | ...               | Federico De Venuto    |                            | Sindaco           |       |
| 1923              | ...               | Michele Fiore         | Partito Nazionale Fascista | Podestà           |       |
| ...               | ...               | Serena                | Partito Nazionale Fascista | commissario pref. |       |
| ...               | ...               | Domenico Incarnati    | Partito Nazionale Fascista | Podestà           |       |
| gennaio 1930      | febbraio 1931     | Michele Cassano       | Partito Nazionale Fascista | Podestà           |       |
| 1931              | 25 gennaio 1932   | Nicola Carnimeo       | Partito Nazionale Fascista | commissario pref. |       |
| 25 gennaio 1932   | ...               | Giuseppe Incarnati    | Partito Nazionale Fascista | Podestà           |       |
| 31 dicembre 1933  | 30 giugno 1934    | Domenico Palladino    | Partito Nazionale Fascista | commissario pref. |       |
| 30 giugno 1934    | 30 settembre 1934 | Vincenzo Minafra      | Partito Nazionale Fascista | commissario pref. |       |
| 30 settembre 1934 | 30 settembre 1935 | Luigi Martino         | Partito Nazionale Fascista | commissario pref. |       |
| 30 settembre 1935 | 30 settembre 1936 | Giovanni Jatta        | Partito Nazionale Fascista | commissario pref. |       |
| 30 settembre 1936 | ...               | Francesco Tramonte    | Partito Nazionale Fascista | commissario pref. |       |
| 1937              | 1938              | Giovanni Barile       | Partito Nazionale Fascista | Podestà           |       |
| ...               | ...               | F. Rubini             | Partito Nazionale Fascista | Podestà           |       |
| 30 giugno 1940    | 30 settembre 1940 | Domenico Cotugno      | Partito Nazionale Fascista | commissario pref. |       |
| 30 settembre 1940 | ...               | Giovanni Jatta        | Partito Nazionale Fascista | commissario pref. |       |
| ...               | 1943              | Giovanni Jatta        | Partito Nazionale Fascista | Podestà           |       |
| 1943              | 1943              | Michele Cassano       | Partito Nazionale Fascista | commissario pref. |       |
| 3 ottobre 1943    | aprile 1944       | Giuseppe Gramegna     | Partito Comunista Italiano | commissario pref. |       |
| aprile 1944       | 10 giugno 1944    | Carmineo              | Indipendente               | commissario pref. |       |
| 10 giugno 1944    | 31 marzo 1946     | Giuseppe Gramegna     | Partito Comunista Italiano | sindaco           |       |

## Repubblica Italiana (1946-oggi)
|  |  |

| Periodo           | Periodo           | Primo cittadino          | Partito                                      | Carica            | Note  |
| ----------------- | ----------------- | ------------------------ | -------------------------------------------- | ----------------- | ----- |
| 31 marzo 1946     | 25 maggio 1952    | Giuseppe Gramegna        | Partito Comunista Italiano                   | sindaco           |       |
| 25 maggio 1952    | 13 marzo 1953     | Giuseppe Gramegna        | Partito Comunista Italiano                   | sindaco           |       |
| 13 marzo 1953     | 31 ottobre 1953   | Giacinto Nitri           |                                              | commissario pref. |       |
| 31 ottobre 1953   | 5 luglio 1956     | Pietro Curione           |                                              | commissario pref. |       |
| 5 luglio 1956     | 6 novembre 1960   | Giuseppe Pompeo Romano   | Democrazia Cristiana                         | sindaco           |       |
| 6 novembre 1960   | 11 luglio 1961    | Giuseppe Pompeo Romano   | Democrazia Cristiana                         | sindaco           |       |
| 11 luglio 1961    | 26 novembre 1961  | Michele Cimadomo         |                                              | commissario pref. |       |
| 26 novembre 1961  | 1 agosto 1962     | Giuseppe Pompeo Romano   | Democrazia Cristiana                         | sindaco           |       |
| 1 agosto 1962     | 11 novembre 1962  | Giuseppe Papagna         |                                              | commissario pref. |       |
| 11 novembre 1962  | 27 novembre 1966  | Michele De Venuto        | Democrazia Cristiana                         | sindaco           |       |
| 27 novembre 1966  | 12 marzo 1969     | Michele De Venuto        | Democrazia Cristiana                         | sindaco           |       |
| 12 marzo 1969     | 20 novembre 1970  | Raffaele Fiore           | Democrazia Cristiana                         | sindaco           |       |
| 31 luglio 1970    | 20 settembre 1971 | Gennaro Brandi           |                                              | commissario pref. |       |
| 20 settembre 1971 | 10 agosto 1976    | Giovanni Bernocco        | Democrazia Cristiana                         | sindaco           |       |
| 10 agosto 1976    | 26 ottobre 1981   | Domenico Mastrorilli     | Partito Comunista Italiano                   | sindaco           |       |
| 26 ottobre 1981   | 8 ottobre 1985    | Paolo Chieco             | Partito Socialista Italiano                  | sindaco           |       |
| 8 ottobre 1985    | 11 gennaio 1988   | Riccardo Camillo Berardi | Democrazia Cristiana                         | sindaco           |       |
| 11 gennaio 1988   | 28 novembre 1988  | Giovanni Camerino        | Partito Socialista Democratico Italiano      | sindaco           |       |
| 28 novembre 1988  | 20 luglio 1990    | Riccardo Camillo Berardi | Democrazia Cristiana                         | sindaco           |       |
| 20 luglio 1990    | 23 aprile 1995    | Matteo Paparella         | Democrazia Cristiana                         | sindaco           |       |
| 23 aprile 1995    | 27 giugno 1999    | Matteo Paparella         | Partito Popolare Italiano                    | sindaco           | [ 2 ] |
| 27 giugno 1999    | 29 aprile 2002    | Lia Caldarola            | Democratici di Sinistra                      | sindaco           | [ 3 ] |
| 29 aprile 2002    | 25 maggio 2003    | Carlo Maria Latorre      |                                              | commissario pref. |       |
| 25 maggio 2003    | 26 luglio 2005    | Saverio Fatone           | Unione dei Democratici Cristiani e di Centro | sindaco           | [ 4 ] |
| 27 luglio 2005    | 13 giugno 2006    | Mario Volpe              |                                              | commissario pref. |       |
| 13 giugno 2006    | 13 giugno 2011    | Michele Stragapede       | La Margherita                                | sindaco           | [ 5 ] |
| 3 giugno 2011     | 24 giugno 2016    | Vito Nicola Ottombrini   | Partito Democratico                          | sindaco           | [ 6 ] |
| 24 giugno 2016    | 26 ottobre 2021   | Pasquale Roberto Chieco  | Indipendente di centro sinistra              | sindaco           | [ 7 ] |
| 26 ottobre 2021   | in carica         | Pasquale Roberto Chieco  | Partito Democratico                          | sindaco           | [ 8 ] |